# Gerocarne
Gerocarne – miejscowość i gmina we Włoszech, w regionie Kalabria, w prowincji Vibo Valentia.
Według danych na rok 2004 gminę zamieszkiwało 2498 osób, 56,8 os./km².